# 棘皮動物
棘皮動物（きょくひどうぶつ）とは、棘皮動物門（学名: phylum Echinodermata）に属する動物の総称である。ウニ、ヒトデ、クモヒトデ、ナマコ、ウミユリなどが棘皮動物に属する。
星形亜門と有柄亜門で構成される。
棘皮動物という名称は、echinoderm というギリシア語由来のラテン語を直訳したもので、echinoderm とは echinos（ハリネズミ）のような derma（皮）を持つものという意味である。その名が示す通り、元来ウニを対象としてつけられた名称であるが、ヒトデ、ナマコ、ウミユリなど、棘をもたないがウニと類縁関係にある動物も棘皮動物に含まれる。成体は五放射相称、三胚葉性、海にのみ生息し、自由生活。僅かな種をのぞき底生性。雌雄異体が多い。消化管は口から肛門につながるが、一部の種では肛門が退化している。

## 概説
棘皮動物に含まれる動物は、動物界全体から見ても特異な構造を持つ。体は五放射相称で、その軸を上下方向に据えたものが多く、そのため進行方向を決めるような前後の体軸は存在しない。例外はナマコで、口が前であり、明確な腹背があるものも多いが、これも五放射相称から二次的に導かれたことは明確である。また、頭部が存在せず、そこに存在するような分化した感覚器や中枢神経の分化も見られない。
体内では非常に広大な真体腔があるが、血管系の退化傾向が激しく、また独立した排出系も見られない。それに代わって発達しているのが水管系という構造で、これは体外から海水を取り込んで体内を流すというものである。これは幼生の体腔から発達したもので、体内に伸びて各部から管足という管を体外に伸ばす。これは運動や摂食に関わると同時に、その表面でガス交換や排出も行っている。
棘皮動物のもう一つの特徴は、体が殻や棘で覆われることで、それらは多数の部分に分かれ、運動が可能となっている。それらの一部は体表に露出するが、かなりの部分が皮膚の下にあり、内骨格を構成する。一見柔軟に見えるナマコでは、それらは細かな骨片として皮膚内に分散している。
他方で、その発生の初期は後口動物の標準的なものであり、多くの点から我々を含む脊椎動物と系統的に遠いものではないことが窺える。上記のような特殊性の一つは、この群が左右相称動物から固着性を経て、そこで放射相称の体制に変化し、現在のような体制を持つに至ったためと考えられる。

## 外部形態

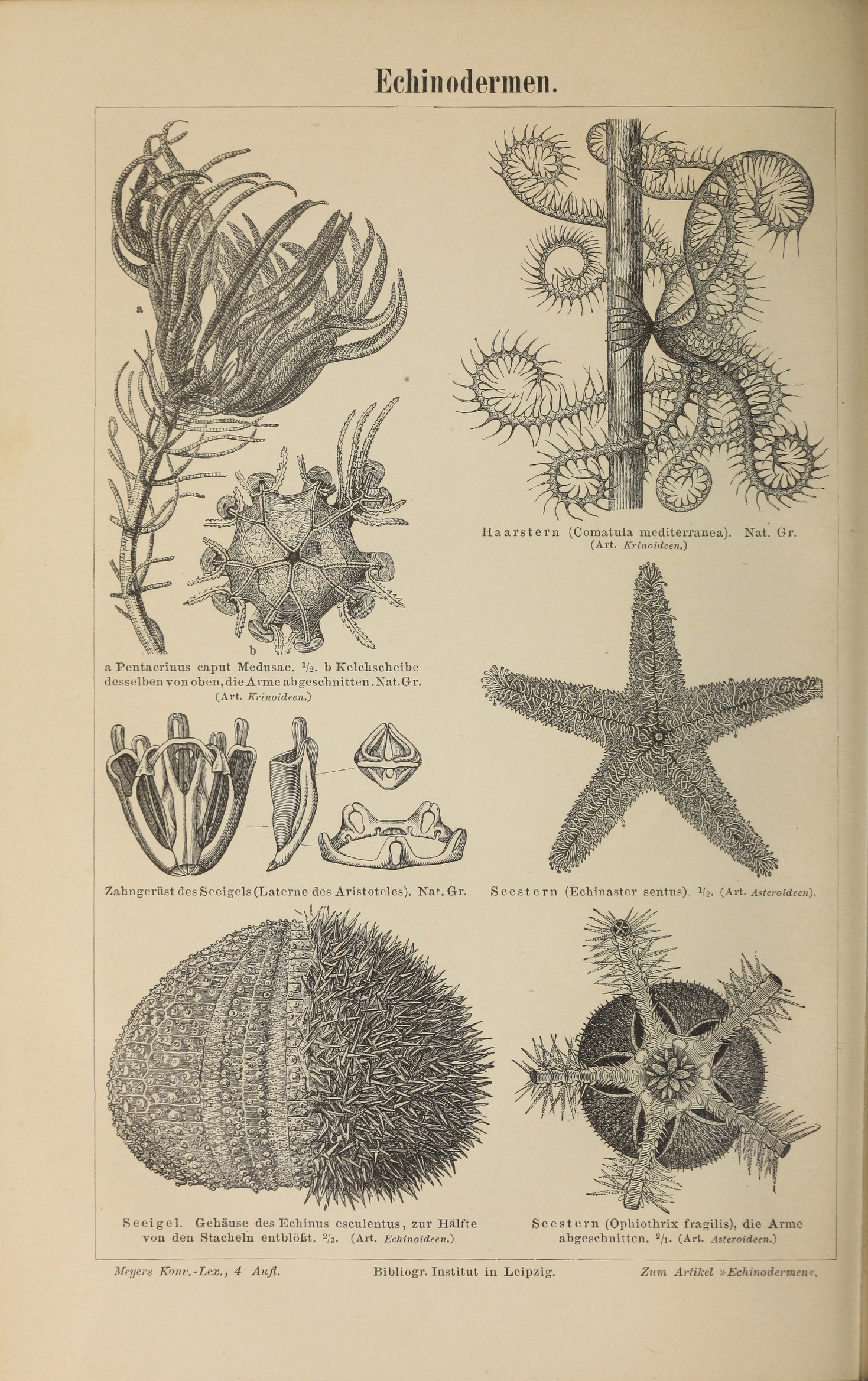
棘皮動物各群の体制

基本的には五放射相称の形を取る。実際にはヒトデ類やクモヒトデでは成長するに連れて軸を増加させる例、分裂によって減少する例もある。この五つの対称軸は主に水管系の配置によって決まっている。五本の放射水管からは体外に管足が並び、この列のある位置を歩帯、それらの間を間歩帯という。棘皮動物は小さな骨片の集まった構造を持ち、その一部は体外にあって鱗や棘として配置するが、それらの配置もこの軸と密接に関連する。
口は体の一端にあり、これが歩帯の配置の中心となる。現生の多くの群では口を下にするが、ウミユリ類ではこれを上に向け、ナマコ類では前方を向く。肛門は口の反対側が多いが、ウミユリ類では同じ側に開く。
ウニとナマコ以外のものでは歩帯の伸びる五つの方向に胴体から細長く突出する部分が区別され、これを腕という。腕は胴体部からやや自由に動くことが出来て、運動や摂食の際に役立つ。これらの類では歩帯は胴体から腕の口側面にだけ伸びる。腕は二叉分枝するものもある。ウニ、ナマコでは腕はなく、歩帯は胴体に沿って口から肛門まで伸びる。
ナマコ以外の類では体軸がごく短くなっており、頭部として見なせる構造は存在しない。また、感覚器官は目立つものではなく、その配置も全体に広がっている。体には進行方向を示すものはない。ナマコでは口側が進行方向と見なせる例が多く、また全身の形も左右相称的であるが、やはり頭部は区別できない。

## 内部構造
体壁には骨片が埋もれている。骨片はウニでは互いにつながって殻を構成し、それ以外のものでは関節的につながって柔軟な動きを可能にする。ナマコではさらに細かくなって分散的である。また、ウニでは口の部分によく発達した骨質の顎がある。
体内は広大な真体腔があるのが普通で、その中を消化管がとぐろを巻く。消化管は比較的単純なのが普通。

## 生殖と発生
普通は雌雄異体で体外受精。特別な配偶行動は見られず、一定季節の一定の時間に放卵放精が行われる、というのが普通。ただし、他個体の放出が引き金になる例もある。ヒトデ類でペアを組んで生殖を行う例が知られる他、ウミユリ類、クモヒトデ類などで幼生までを雌の体内で保育する例も知られる。
普通はごく小さな卵であり、卵割は等割、放射卵割。胞胚の前後で孵化、全身に繊毛を持って泳ぎ始める。体腔は原腸から形成される袋を起源とする。
初期の幼生は左右相称でいくつかの繊毛帯を持つ。その形からプルテウス（ウニ・クモヒトデ）、ドリオラリア（ウミユリ）、アウリキュラリア（ナマコ）などと呼ばれる。これらは往々にして水底に付着し、その体の一部から成体の体が形成される形の変態を遂げる。

## 生活など
すべてが海産で、わずかに汽水域に出現するものがある程度。しかし海中では極めて広範囲に見られ、寒帯から熱帯、潮間帯から深海底までどこにでも住んでいるものがある。時に深海底ではこの類が密集してみられる場合がある。
多くは動きの鈍い動物であり、海底の岩に付着していたり、泥に埋もれていたり、といったものが多い。もっともよく動くものはクモヒトデとウミシダで、これらは腕の運動範囲が広いため、これを振るように動かして移動する、ウミシダでは短時間ならば遊泳することが出来るものもある。深海産のナマコにはゼラチン状の体を持ってゆっくりだが大きく跳躍するように動いたり、遊泳するものが知られる。それ以外の動物は管足を使って移動し、動きは速くない。
ウミユリ・クモヒトデ・ナマコはデトリタスなどを摂食している。ヒトデ類には活発な捕食者が含まれる。ウニはしっかりした歯で海藻などを食う。

## 再生について
棘皮動物は再生力の強いものが多い事でも知られる。クモヒトデ、ウミユリでは腕が容易く切れ、自切がよく見られる。ヒトデ、クモヒトデでは胴体部が引き裂かれても再生し、分断すると二匹になる。ヒトデでは腕だけからも本体が再生されるものもある。自然の状態でもこのような形で分裂で増えるものも知られる。
ナマコは強く刺激すると内臓を体外に放出するものがある。これも再生する。

## 分類
棘皮動物は、ウミユリ類、ヒトデ類、シャリンヒトデ類、クモヒトデ類、ウニ類、ナマコ類の6つのグループに分けられる。現生する棘皮動物はこれら6綱のみだが、その他多くの絶滅した綱が知られている。化石は古生代初期から継続的に発見され、その量は動物化石としては多い方に属する。ウミユリを主成分とする石灰岩もあるほどである。
棘皮動物に含まれる各群について様々な分子系統学的研究がなされているが、ウミユリ類が最も早く分岐したという点以外には、各グループ間の類縁関係について一致した結果は得られていない。これは、棘皮動物の進化の過程で、多くの収斂や逆転が起こったためと考えられる。
棘皮動物とその他の動物群の関係では、新口動物であること、発生等の証拠から祖先が左右対称動物であることなどが推察されるが、はっきりしたことはわかっていない。

### ヒトデ綱（海星綱）Asteroidea
ヒトデ類は約1500種。体の下側にある口を中心にして、5本またはそれ以上の放射相称の脚・腕をもつ、星型をした棘皮動物である。たいていは、5の倍数からなる放射相称の脚をもつ。「脚・腕」に見える部分も胴の一部であり、その中にも消化器・生殖器が入り込んでいる。伏せた状態で海底を這い、全身運動とともに、「足・腕」下面にある歩帯溝に並んだ管足で運動する。表面を覆う皮膚は頑丈で、皮下には筋肉や結合組織で結ばれた骨盤が外骨格を形成する。消化管は盤の中央に開いた口から背中頂点の肛門まで結ばれ、胃は体外に放出して巨大な餌を包み込んで消化できる。

### シャリンヒトデ綱 Concentricycloidea
シャリンヒトデ類は1986年に発見された棘皮動物のグループで、2008年現在では3種確認されている。直径1cm弱の円盤状をした体の周囲に縁棘と呼ばれる細かい脚が多数、同心円状に並んでいる。他の綱にみられる放射状の水管系がなく、外側環状水管に連結した管足が露出する。消化管は退化的で、最初に発見されたウミヒナギクは胃を持たない。ヒトデ綱ニチリンヒトデ目の1科として分類される場合もある。

### ウミユリ綱 Crinoidea
ウミユリ類は約650種。形状が植物のユリに似ていると考えられたことから名付けられた。固着性のウミユリは、主に深海の海底に棲息する。節により構成される茎(柄)があり、柄の端には大きく膨らんだ萼がある。萼の周りには羽状の腕が多く配置されており、萼の中央には口がある。消化管は体内で反転し、肛門も上向きに開く。通常は海底に直立し、水流に向かい合う形で広げた多くの腕を用いて、水中に含まれる微細な有機物片を捕まえ、萼中央にある口まで運び込み、餌とする。一部の種では固着生活を送るが、現生種の9割を占めるウミシダ目は、成体になると柄を切り離し、必要に応じて海中を遊泳する。残る有柄ウミユリ類でも、全身で匍匐移動する種もいる。

### ウニ綱 Echinoidea
ウニ類は約870種、五放射相称の球状～扁平な殻をもち、その周囲が棘で覆われている。脚部を持たないが、棘と管足を用いて海底を移動する。棘は防御・移動のための運動器官のみならず、感覚器官の役割も持つ。体の下側にある口には5本の鋭い歯をもち、これを用いて海草などを食べる。消化管は体内で螺旋構造となり、頂点付近に肛門を開く。水管系の入口となる多孔板や生殖巣は上に開く。

### ナマコ綱 Holothuroidea
ナマコ類は約1500種、ほかの現生種と違い、側転し、五放射相称の円筒状の形状をしている。腹側の管足が並んだ3列の歩帯と全身の5列の縦走筋で匍匐運動を行い、接地しない背側の2列の歩帯は疣足に退化している。前後に口と肛門をもち、生殖巣は口側、ほかの綱では未発達の呼吸樹は肛門側に開く。骨格はあまり発達しておらず、頑丈なクチクラ質の皮下で骨片となって分散しており、自在に結合・分散して硬化・軟化できる。

### クモヒトデ綱（蛇尾綱）Ophiuroidea
クモヒトデ類は約1500種。円盤状の体を中心に、細長い腕が放射状に伸びた形状をしている。ヒトデ類と異なり、盤と腕が明確に区別できる。内臓はすべて盤に収まり、管足は盤のみから露出する。消化管は胃を終点とするため、下向きの口はあるが肛門がなく、排泄は呼吸や生殖と兼ねて生殖嚢で行う。腕は管足が露出せず、節構造の殻で覆われている。ほぼすべての全身運動を担う反面、容易に自切・再生できる。

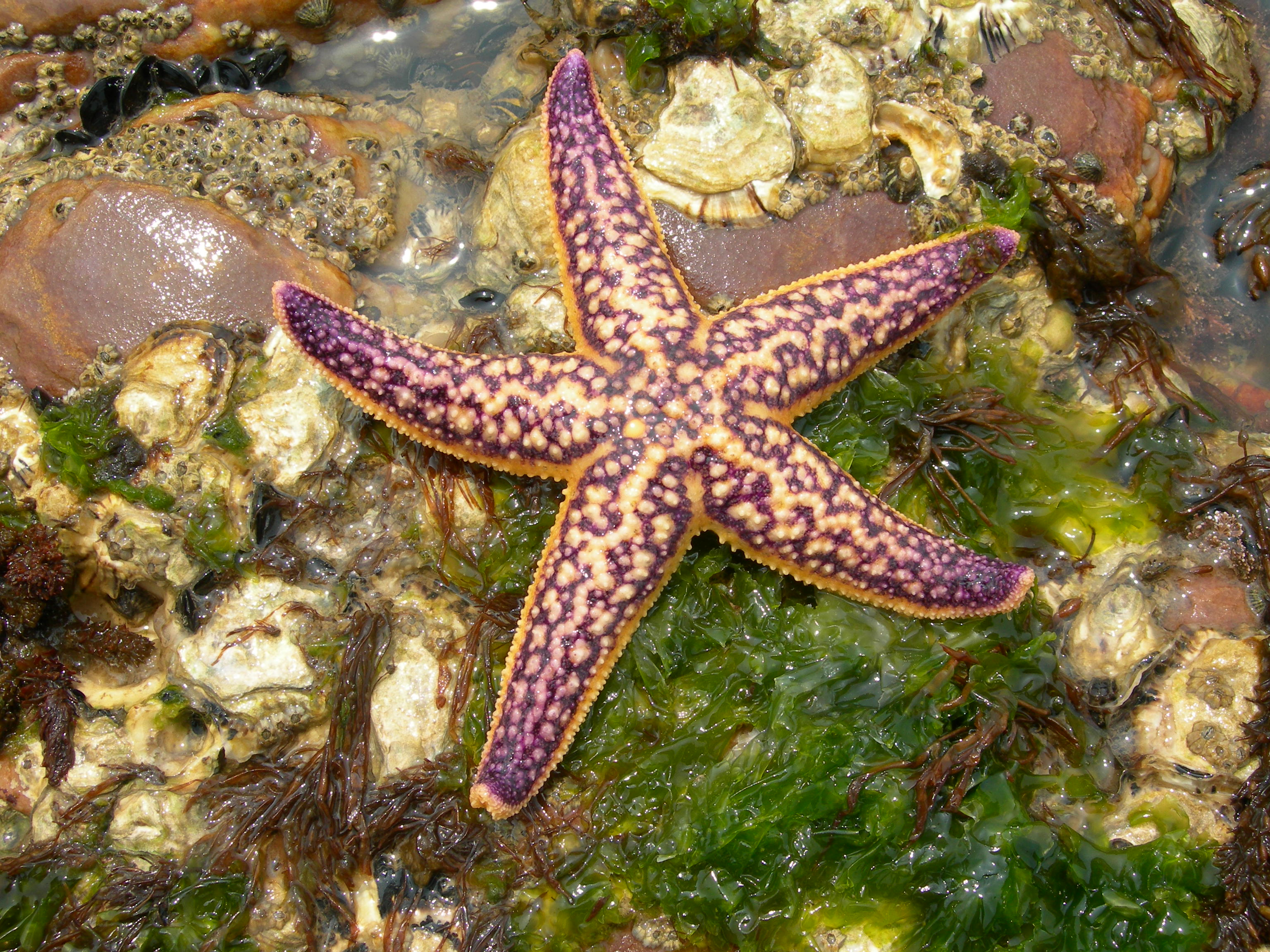
ヒトデ綱 キヒトデ
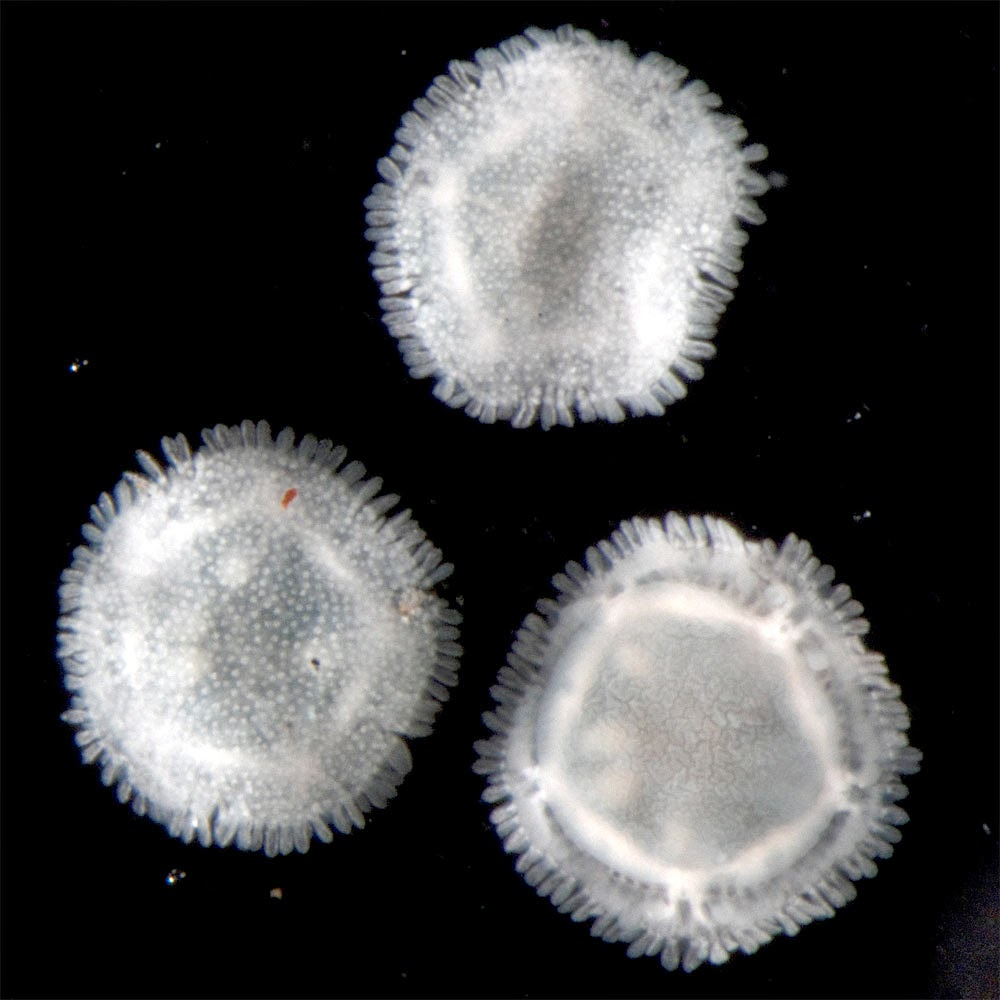
シャリンヒトデ綱 Xyloplax janetae
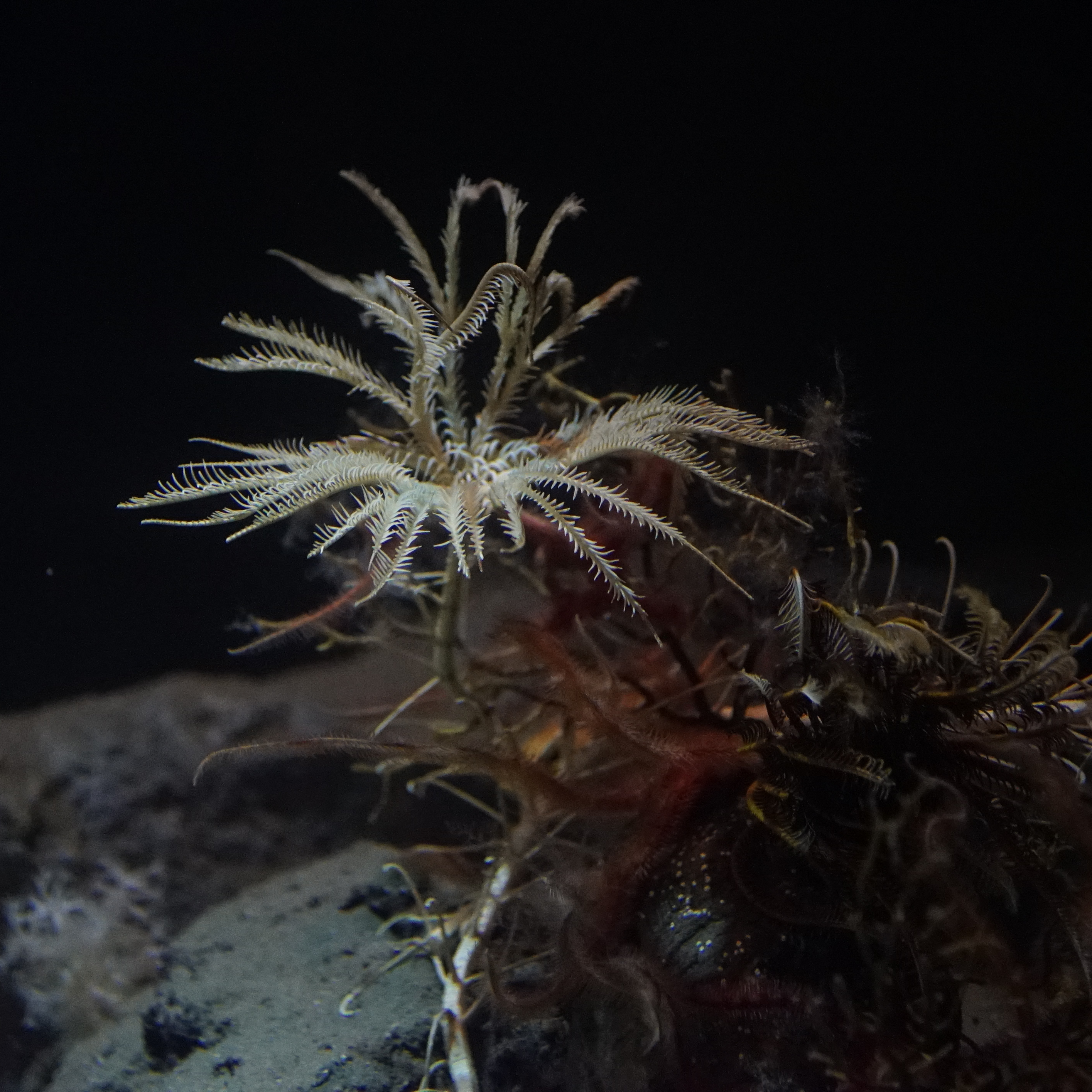
ウミユリ綱 トリノアシ
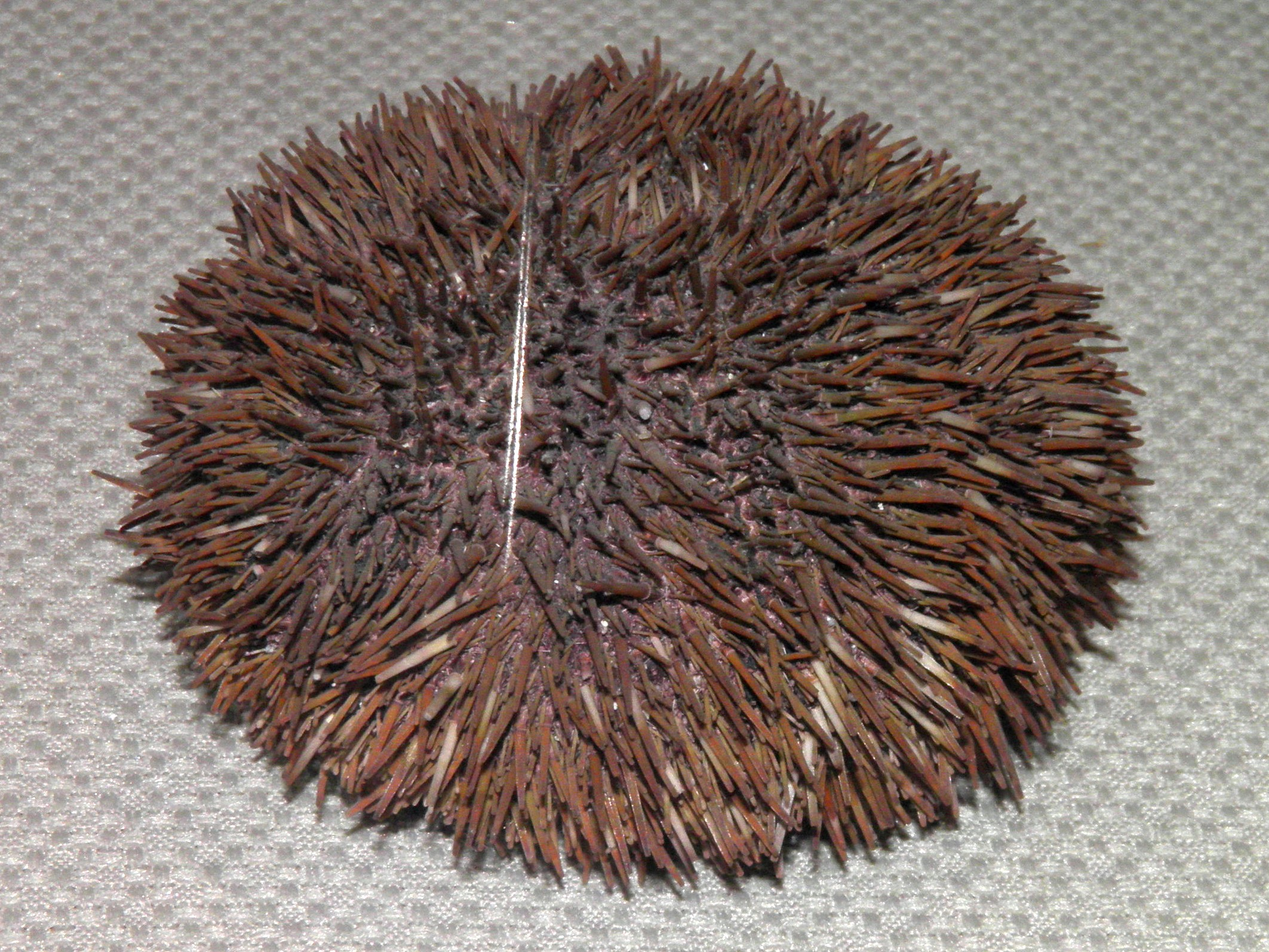
ウニ綱 エゾバフンウニ
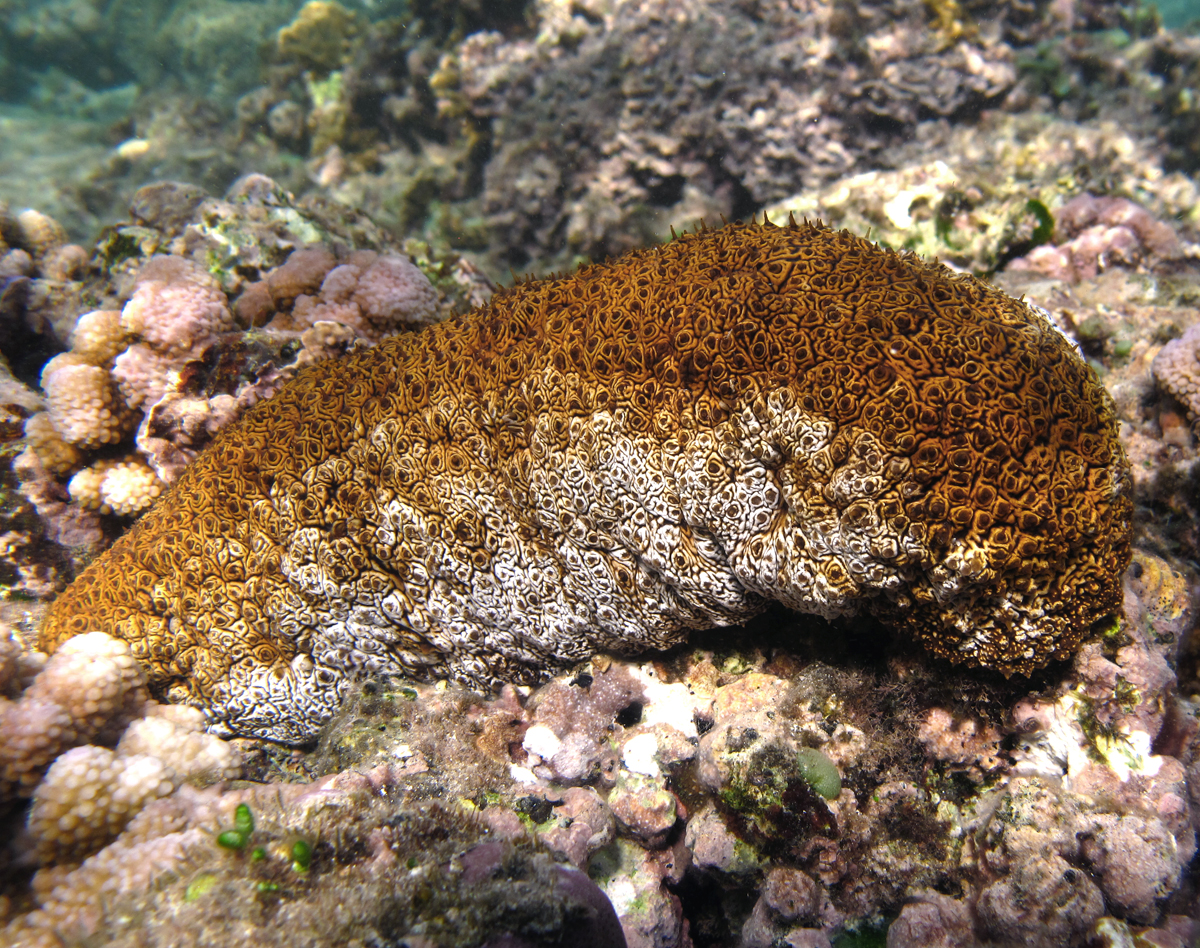
ナマコ綱 クリイロナマコ
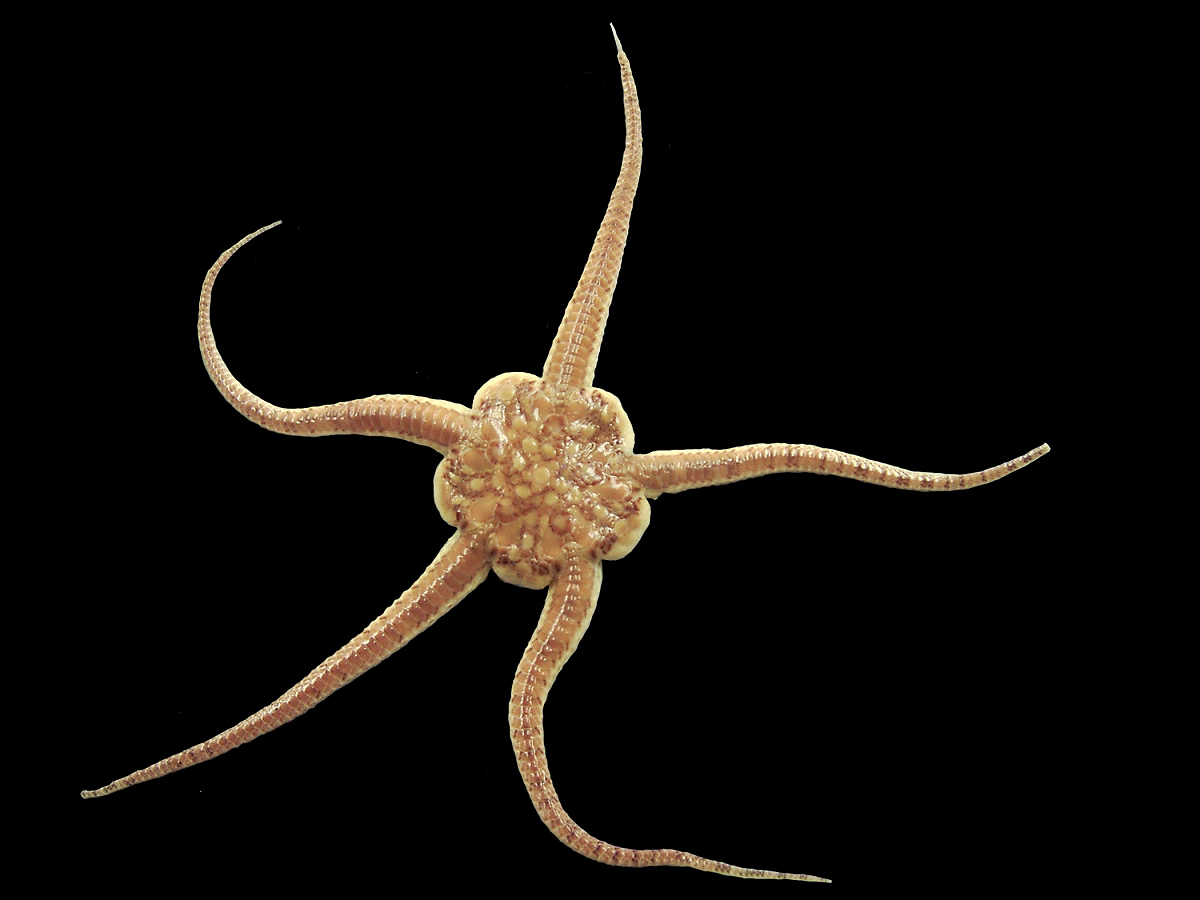
クモヒトデ綱 Ophiura ophiura

### ウミリンゴ綱 Cystoidea†
ウミリンゴ類は、オルドビス紀からデボン紀に棲息していた。
層状の板から成る柄を持ち、下部は分枝した根状で、上部には多角形の板で出来た萼部があり、その上部に口と肛門があった。ウミユリと同様に、固着生活をしていた。

### ウミツボミ綱 Blastoidea†
ウミツボミ類は、シルル紀からペルム紀に棲息していた。
ウミユリ、ウミリンゴ同様の構造の柄を持ち、その一端は分枝し海底に固着していた。もう一方の端には萼部があり、これはおよそ15個の板で構成され、また萼部には口及び肛門があった。萼部からは多数の腕が伸びていた。

### 座ヒトデ綱 Edrioasteroidea†
座ヒトデ類は、カンブリア紀から石炭紀に棲息していた。
形状は平たい球状又は半球状で、海底や腕足類に固着していた。

### エオクリノイド綱 Eocrinoidea†
原始ウミユリ類とも呼ばれ、カンブリア紀からシルル紀に棲息していた。
太い柄の上端がカップ状に拡大し、そこから５本の腕が上方に伸びていた。

### パラクリノイド綱 Paracrinoidea†
オルドビス紀中期に棲息していた。

### エドリオブラストイド綱 Edrioblastoidea†
オルドビス紀中期に棲息していた。

### パラブラストイド綱 Parablastoidea†
オルドビス紀初期から中期に棲息していた。

### 螺板綱 Helicoplacoidea†
螺板綱は、カンブリア紀初期に棲息していた。丸みのある葉巻型で、口部が側面にある。

### 蛇函綱 Ophiocistioidea†
蛇函綱は、オルドビス紀前期からペルム紀後期に棲息していた。特有の口器を持つ。

### 円盤綱 Cyclocystoidea†
円盤綱は、オルドビス紀から石炭紀にかけて生息していた。円環状に並ぶ骨片を持つ。

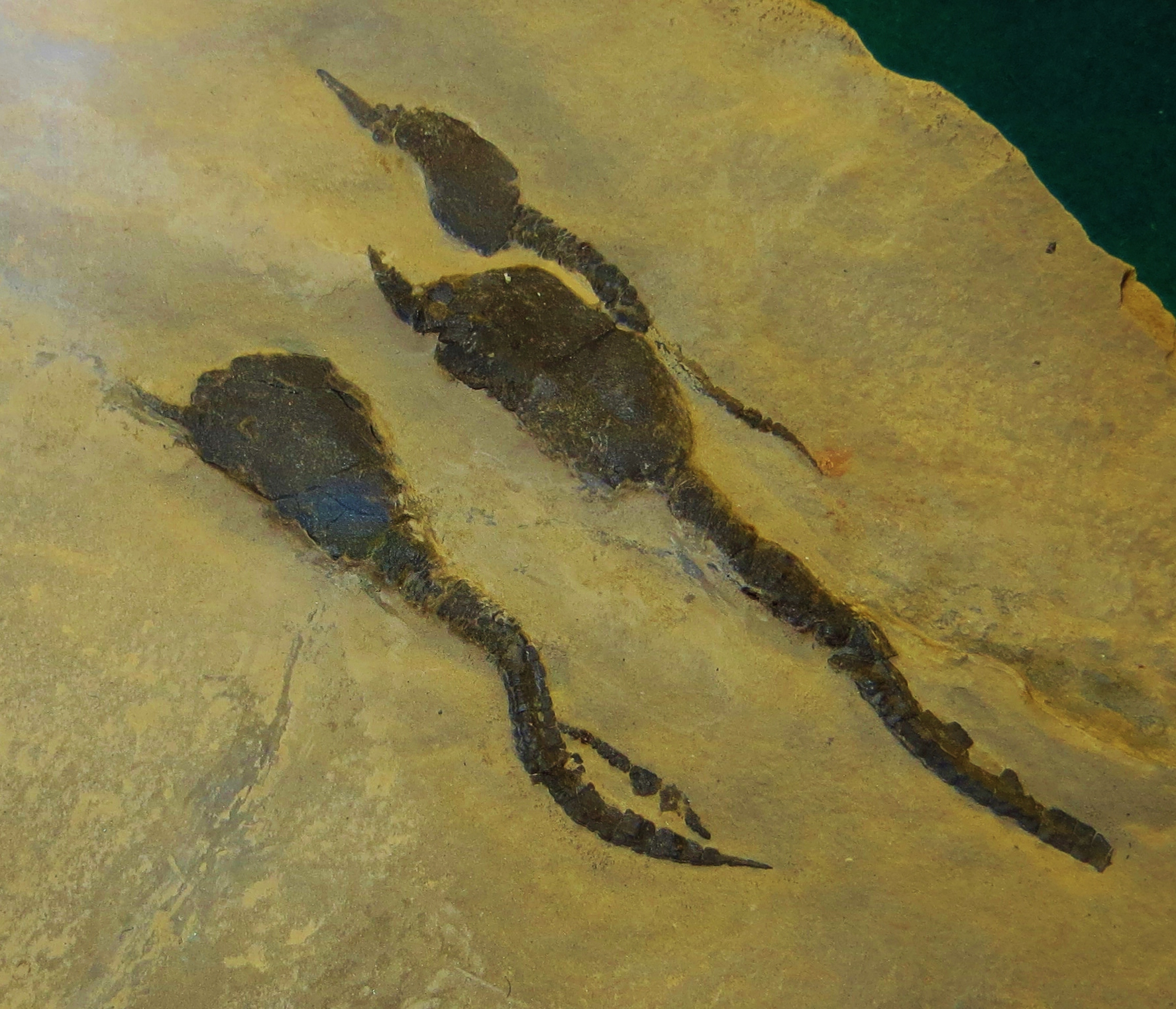
ウミリンゴ（ユタ州出土）
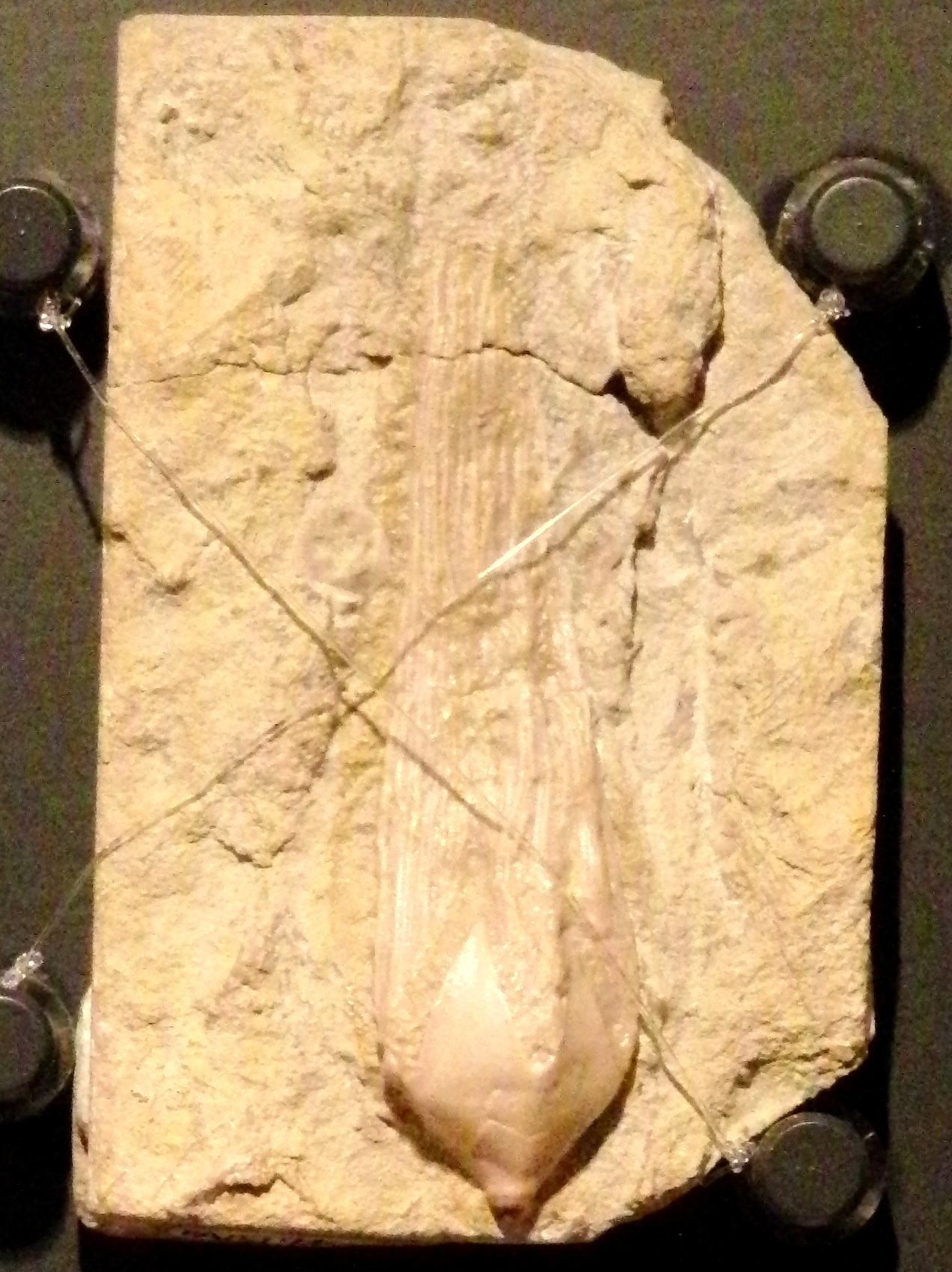
ウミツボミ（イリノイ州出土）
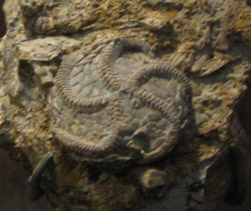
座ヒトデ（ミネソタ州出土）
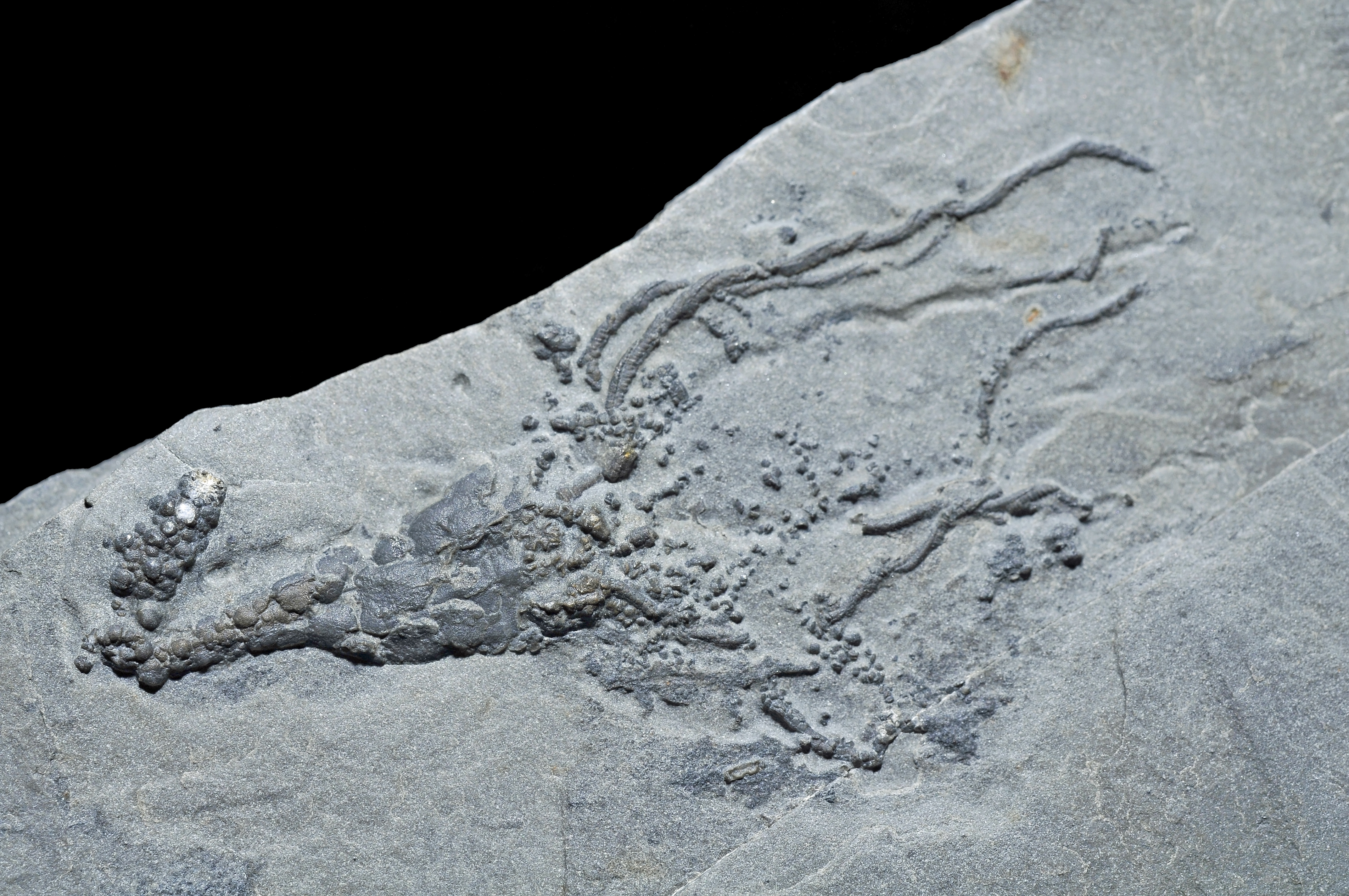
エオクリノイド（ユタ州出土）
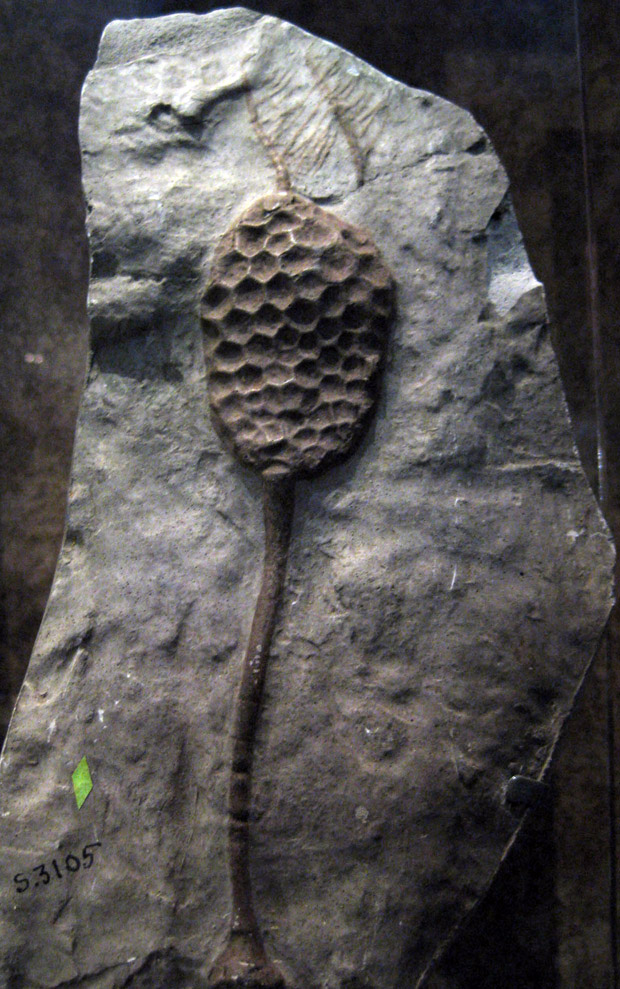
パラクリノイド（スミソニアン博物館所蔵）
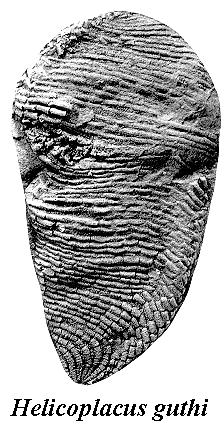
螺板綱の一種